# Jokkmokk
Jokkmokk (pronunciación en sueco: /ˈjɔkːmɔk/ sami de Lule: Jåhkåmåhkke o Dálvvadis; en sami septentrional: Dálvvadis; en finés: Jokimukka) es una ciudad y sede del municipio homónimo en Norrbottens, provincia histórica de la Laponia sueca. La designación sami del sitio significa curva del río, a causa de los meandros que forma el río en sus cercanías. Se encuentra algo al norte del círculo Ártico.

## Historia
Jokkmokk fue un centro de tránsito de los refugiados sami de Noruega durante la Segunda Guerra Mundial.
El mercado de Jokkmokk se ha venido realizando por más de 400 años. El primer jueves de febrero de cada año, se reúnen miles de personas en el pueblo para asistir a conciertos, exhibiciones y comerciar, en lo que es uno de los eventos sociales más importantes del pueblo sami en Sápmi (Laponia). Durante el festival las temperaturas pueden llegar a −40 °C.
El museo Sami Ájtte, Svenskt fjäll- och es el principal museo de la cultura sami (lapona) en Suecia.

## Demografía
| Gráfica de evolución de Jokkmokk entre 1930 y 2019 |
|                                                    |

## Clima
A causa de su ubicación tierra adentro y en el norte, Jokkmokk posee un clima subártico muy frío. Los veranos son relativamente templados a pesar del sol que brilla todo el día y los inviernos oscuros son largos y fríos.
| Parámetros climáticos promedio de Jokkmokk, 1971-2000 | Parámetros climáticos promedio de Jokkmokk, 1971-2000 | Parámetros climáticos promedio de Jokkmokk, 1971-2000 | Parámetros climáticos promedio de Jokkmokk, 1971-2000 | Parámetros climáticos promedio de Jokkmokk, 1971-2000 | Parámetros climáticos promedio de Jokkmokk, 1971-2000 | Parámetros climáticos promedio de Jokkmokk, 1971-2000 | Parámetros climáticos promedio de Jokkmokk, 1971-2000 | Parámetros climáticos promedio de Jokkmokk, 1971-2000 | Parámetros climáticos promedio de Jokkmokk, 1971-2000 | Parámetros climáticos promedio de Jokkmokk, 1971-2000 | Parámetros climáticos promedio de Jokkmokk, 1971-2000 | Parámetros climáticos promedio de Jokkmokk, 1971-2000 | Parámetros climáticos promedio de Jokkmokk, 1971-2000 |
| Mes                                                   | Ene.                                                  | Feb.                                                  | Mar.                                                  | Abr.                                                  | May.                                                  | Jun.                                                  | Jul.                                                  | Ago.                                                  | Sep.                                                  | Oct.                                                  | Nov.                                                  | Dic.                                                  | Anual                                                 |
| ----------------------------------------------------- | ----------------------------------------------------- | ----------------------------------------------------- | ----------------------------------------------------- | ----------------------------------------------------- | ----------------------------------------------------- | ----------------------------------------------------- | ----------------------------------------------------- | ----------------------------------------------------- | ----------------------------------------------------- | ----------------------------------------------------- | ----------------------------------------------------- | ----------------------------------------------------- | ----------------------------------------------------- |
| Temp. máx. abs. (°C)                                  | 9.2                                                   | 8.1                                                   | 12.3                                                  | 19.2                                                  | 28.5                                                  | 31.2                                                  | 34.5                                                  | 30.5                                                  | 23.2                                                  | 18.5                                                  | 10.8                                                  | 7.5                                                   | '                                                     |
| Temp. máx. media (°C)                                 | -9.3                                                  | -7.7                                                  | -1.8                                                  | 3.5                                                   | 10.5                                                  | 16.5                                                  | 19.2                                                  | 16.3                                                  | 10.3                                                  | 3.3                                                   | -4.6                                                  | -8.2                                                  | 4                                                     |
| Temp. media (°C)                                      | -14.8                                                 | -12.9                                                 | -7.5                                                  | -1.2                                                  | 5.6                                                   | 11.8                                                  | 14.5                                                  | 11.9                                                  | 6.4                                                   | 0.2                                                   | -8.4                                                  | -13.2                                                 | -0.6                                                  |
| Temp. mín. media (°C)                                 | -20.2                                                 | -18.4                                                 | -13.4                                                 | -6.3                                                  | 0.4                                                   | 6.9                                                   | 9.8                                                   | 7.8                                                   | 2.8                                                   | -3.0                                                  | -12.6                                                 | -18.1                                                 | -5.4                                                  |
| Temp. mín. abs. (°C)                                  | -46.0                                                 | -42.6                                                 | -36.8                                                 | -29.0                                                 | -14.5                                                 | -5.5                                                  | 0.4                                                   | -4.0                                                  | -12.0                                                 | -24.6                                                 | -35.5                                                 | -41.0                                                 | '                                                     |
| Precipitación total (mm)                              | 31.4                                                  | 21.8                                                  | 24.3                                                  | 22.3                                                  | 37.0                                                  | 57.7                                                  | 84.3                                                  | 69.3                                                  | 45.0                                                  | 40.3                                                  | 40.0                                                  | 30.6                                                  | 504                                                   |
| Fuente:                                               |                                                       |                                                       |                                                       |                                                       |                                                       |                                                       |                                                       |                                                       |                                                       |                                                       |                                                       |                                                       |                                                       |